# Manille (monnaie)
Pour les articles homonymes, voir Manille (homonymie).

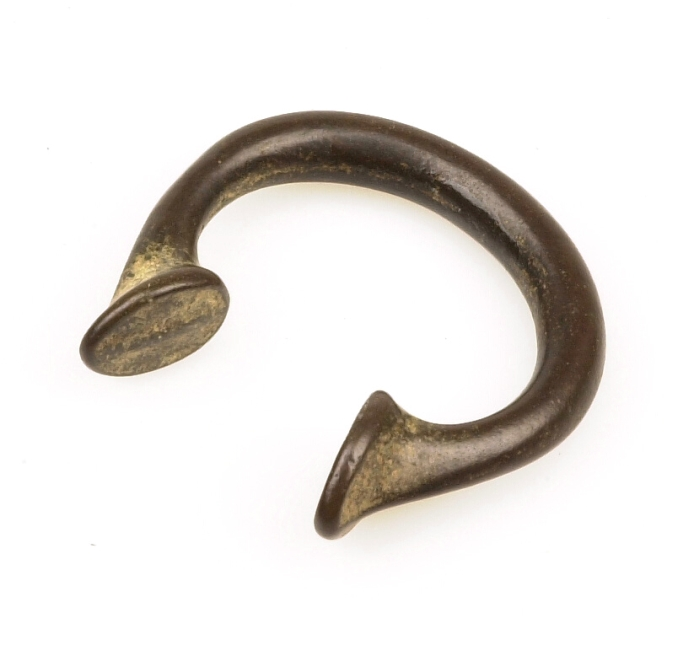
Manille Bamenda (actuel Cameroun), Amsterdam, Tropenmuseum.

Une manille ((es) manilla, « bracelet ») est un bracelet en métal composé d'un alliage de cuivre forgé, martelé et incisé, et originaire de l'Afrique de l'Ouest. Il s'agit d'une proto-monnaie qui circula dans toute l'Afrique et qui possédait une valeur d'échange supérieure au cauri monétaire.
De forme pénannulaire, la manille ressemble à un torque, mais elle en diffère de par sa rigidité et son poids, qui peut atteindre en moyenne plus d'un kilo. Certaines manilles font plusieurs kilogrammes et n'étaient sans doute pas destinées à être portées comme objet d'apparat.
À partir du XVIe siècle, cet objet de transaction a été produit par les Européens afin d'être assimilé au commerce des esclaves.

## Histoire

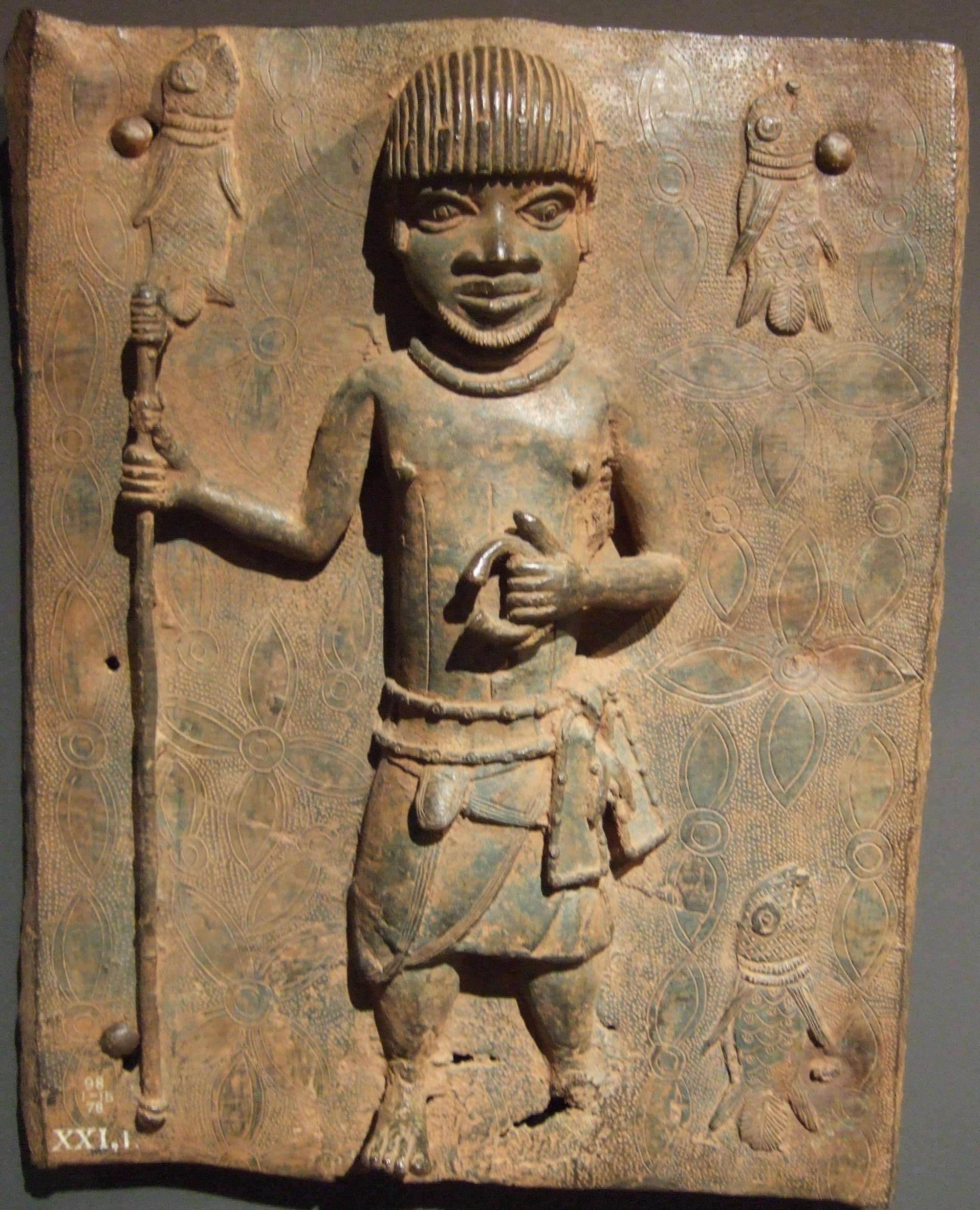
Bronzes du Bénin : plaque en laiton venant du palais royal du Royaume du Bénin représentant un homme tenant dans sa main une manille ; le motif central est entouré de poissons stylisés (Londres, Victoria and Albert Museum).

Le plus ancien centre de production de manilles semble se situer à Calabar, ville portuaire du royaume du Bénin, actuel Nigéria. En 1505, un esclave pouvait y être échangé contre 8 à 10 manilles ; une défense d'éléphant contre une manille.
Plusieurs hypothèses ont été formulées quant à l'origine des manilles. Certaines sources attribuent leur propagation aux Phéniciens, qui auraient fait du commerce sur la côte de l'Afrique de l'Ouest dans les temps anciens, ou aux commerçants et explorateurs de l'ancienne Carthage. Les Égyptiens sont également supposés être une source car ils commerçaient en échangeant des biens contre des diamants, présents dans cette partie de l'Afrique. Selon une autre théorie, des pêcheurs de l'actuel Nigéria se seraient procuré ces objets en cuivre à partir d'épaves européennes dans le golfe du Bénin. D'autres supposent une origine pleinement africaine et suggèrent que les manilles sont une copie en métal des bracelets traditionnels en raphia, ou de ceux fabriqués par les Yorubas, appelés mondua, en cuivre, et qui servaient également de monnaie,. Le peuple Mbole du Royaume du Kongo produisit également des manilles.
Avant l'arrivée des premiers Européens, il est en tous les cas certain qu'il existait déjà une tradition de bracelets en cuivre portés par les femmes en signe de prospérité sur cette côte. Duarte Pacheco Pereira, qui faisait du commerce ici dans les années 1490, mentionne déjà qu'il payait 12 à 15 manilles en laiton pour un esclave. En 1522, une esclave au Bénin coûtait 50 manilles et le roi portugais a plafonné le prix à 40 manilles par esclave pour arrêter l'inflation. Avec le déclin de la traite des esclaves au XIXe siècle, la production de manilles a également diminué. Dans les années 1890, elles conservent cependant une certaine importance dans le cadre du commerce de l'huile de palme. De nombreuses manilles ont été fondues par des artisans africains pour créer des objets d'art. Les manilles étaient également souvent placées sur une tombe pour montrer la richesse du défunt, et dans certaines régions du Bénin, les femmes lors des funérailles, portent encore de grandes manilles autour du cou, qui sont ensuite renvoyées au sanctuaire familial. Des manilles en or auraient été fabriquées pour des personnes très importantes comme le prince Jaja d'Opobo en 1891,.
Entre 1504 et 1529, les Portugais de la Feitoria de Flandres ont importé à eux seuls 287 813 manilles depuis Anvers vers leur poste de traite de San Jorge da Mina à Elmina, dans l'actuel Ghana, et ce, afin de les échanger contre des marchandises et des esclaves. Plus tard, les Néerlandais et les Britanniques les ont également utilisés comme moyen de paiement, en particulier dans le cadre du commerce des esclaves. Le cuivre était à l'origine le matériau de prédilection, puis le laiton semble dominer la production à la fin du XVe siècle et enfin le bronze à partir de 1630, tandis que le poids moyen de chaque objet diminue pour atteindre moins de 300 g. Au début du XVIIIe siècle, Bristol puis Birmingham deviennent les principaux centres de production de manilles.
En 1902, l'Empire britannique, par le Native Currency Proclamation, interdit le trafic de manilles dans l'hinterland de ses deux protectorats, Nigeria du Sud et Nigeria du Nord, afin d'y encourager l'usage de la monnaie métallique et papier, et le lancement par le West African Currency Board de la livre de l'Afrique occidentale britannique en 1907. La manille continuera d'y circuler jusque dans les années 1940. En avril 1949, le Gouvernement britannique était parvenu à échanger avec les habitants locaux 32 millions de manilles contre des pièces de monnaie officielles ; il déclara la manille illégale à partir de cette date et fit fondre l'ensemble du stock. 2 630 tonnes de manilles furent vendues à un ferrailleur.